# Antonio Balmón Arévalo
Antonio Balmón Arévalo (Barcelona, 3 de gener de 1960) és un polític català, actual alcalde de Cornellà de Llobregat (Baix Llobregat) des de 2004.

## Biografia
Antonio Balmón neix a Barcelona el 3 de gener de 1960, dos anys després els seus pares es traslladen de Sant Boi de Llobregat al barri de Sant Ildefons de Cornellà. Durant el període franquista va formar part de diverses organitzacions d'esquerres, vinculat al moviment estudiantil i associatiu juvenil de Cornellà.
Balmón cursa estudis de sociologia a l'Institut Catòlic d'Estudis Socials de Barcelona. S'afilia al Partit dels Socialistes de Catalunya (PSC) el 1981, iniciant una trajectòria política vinculada sobretot a la ciutat de Cornellà i a la comarca del Baix Llobregat.
El 1982 es va convertir en Primer Secretari del PSC de Cornellà, un any més tard s'incorpora a l'Executiva de la Federació del PSC del Baix Llobregat, assumint responsabilitats a l'àrea de política municipal, després com a Secretari d'Organització i Finances, per convertir-se més tard, l'octubre de 2004, en Primer Secretari d'aquesta Federació fins al mes de febrer de 2012.
A nivell nacional, Balmón és membre del Consell Nacional del PSC des de 1994. Al congrés de desembre de 2011 és escollit Secretari d'Acció Política de l'executiva nacional del PSC. Des del congrés extraordinari de juliol de 2014 continua sent membre de l'executiva nacional com a Secretari de Coordinació Institucional.
En l'àmbit de la política municipal va ser Cap del Gabinet de l'Alcaldia de l'Ajuntament de Gavà i el 1987 va ser escollit regidor de l'Ajuntament de Cornellà, ocupant responsabilitats d'organització, planificació i impuls de l'activitat municipal.
L'abril de 2004 és nomenat alcalde de Cornellà de Llobregat, substituint a José Montilla, expresident de la Generalitat de Catalunya. Antonio Balmón també ha ocupat responsabilitats en el Consell Comarcal del Baix Llobregat, exercint inicialment la responsabilitat d'Interior i Hisenda, i més tard la de Conseller de Política Territorial i Transport.
Va encapçalar la llista del PSC a les eleccions municipals de 2007 obtenint la victòria amb 16 regidors sobre 25, la va revalidar a les eleccions municipals de maig de 2011, (amb 14 regidors de 25), a les eleccions municipals de maig de 2015 (11 regidors de 25), a les de 2019 i de 2023.
Des de 2007 és Vicepresident executiu primer de la Mancomunitat de Municipis de l'Àrea Metropolitana de Barcelona. El juliol de 2011, d'acord amb la Llei aprovada per unanimitat al Parlament de Catalunya el 27 de juliol de 2010, es crea la nova Àrea Metropolitana de Barcelona, de la qual Balmón passa a ser Vicepresident Executiu. Manté aquest càrrec després de la renovació de la institució posterior a les eleccions municipals de 2011, 2015 i 2019.